# Helgdag
En helgdag, i Sverige vardagligt kallad röd dag, är en söndag eller en annan enligt lag fastställd dag som är arbetsfri för att medborgarna skall kunna fira en religiös eller traditionell högtid. Utöver dessa helgdagar kan lördagar och helgdagsaftnar vara lediga dagar beroende på land.
Helgdagar kan delas in i rörliga och fasta, religiösa och profana. Fasta helgdagar infaller samma datum varje år, medan rörliga helgdagars datum varierar beroende på astronomiska händelser, eller så flyttas helgdagen till den helg som är i anslutning till den ursprungliga helgdagen. Helgdagar kallas röda dagar eftersom de ofta utmärks med rött i kalendrar, medan övriga dagar är märkta i svart.

## Helger i olika länder

### Brasilien
Brasilien har lagstadgade civila och religiösa helgdagar på nationell, delstatlig och kommunal nivå.

#### Fasta nationella helgdagar
- Dagen för universell förbrödring – 1 januari.
- Tiradentesdagen – 21 april. Till minne av nationalhjälten och separatistledaren Joaquim José da Silva Xavier, mest känd som ”O Tiradentes”.
- Arbetarnas dag – 1 maj.
- Självständighetsdagen (även Fosterlandets dag) – 7 september. Brasilien förklaras självständigt från Portugal år 1822.
- Vår fru Aparecidas dag – 12 oktober. Till minne av Brasiliens skyddshelgon Nossa Senhora da Conceição Aparecida.
- Alla själars dag – 2 november. Till minne av avlidna anhöriga.
- Republikens utropande – 15 november. Kejsardömet tar slut och republiken Brasilien proklameras år 1889.
- Juldagen – 25 december.

#### Rörliga helgdagar
Rörliga helgdagar som beror på när påsken infaller, mellan 22 mars och 25 april. De är inte nationella enligt lag men firas i hela landet.
- Karnevalstisdagen – Tisdagen före askonsdagen, (fettisdagen). Traditionell fest som föregår påskfastan. (För många är även måndagen och halva onsdagen lediga.)
- Långfredagen – Fredagen närmast före påskdagen.
- Kristi kropps och blods högtid (Corpus Christi) – Infaller torsdagen efter heliga trefaldighets dag.

#### Delstatliga och lokala helgdagar
Många delstater och städer har ytterligare helgdagar för att högtidlighålla historiska, religiösa och andra händelser.
Några exempel på delstatliga helgdagar:

##### Ceará
- Sankt Josefs dag – 19 mars. Cearás skyddshelgon, ”São José”.
- Dagen för slaveriets avskaffande (i Ceará) – 25 mars. ”Data magna”
- Jungfru Marias himmelsfärd – 15 augusti. Fortalezas skyddshelgon, ”Nossa Senhora da Assunção”.

##### Rio de Janeiro
- Karnevalstisdagen
- Sankt Görans dag – 23 april
- Dagen för att uppmärksamma de svartas värde och insatser i samhället – 20 november
- Handlarnas dag – 3:e måndagen i oktober. Helgdag för handlare och hantverkare.

##### São Paulo
- Dagen för konstitutionalistiska revolutionen 1932 – 9 juli.

### Frankrike
I Frankrike innebär helgdag en arbetsfri dag. De delas in i "borgerliga helgdagar", "religiösa helgdagar" samt "regionala helgdagar"

#### Borgerliga helgdagar
- Nyårsdagen – 1 januari
- Första maj – 1 maj
- Vapenstilleståndet 1945 – 8 maj
- Frankrikes nationaldag – 14 juli
- Vapenstilleståndet 1918 – 11 november

#### Religiösa helgdagar
- Juldagen – 25 december
- Påskdagen – rörlig
- Annandag påsk – rörlig
- Kristi himmelsfärdsdag – rörlig
- Pingstdagen – rörlig
- Annandag pingst – rörlig
- Jungfru Marie himmelsfärd – 15 augusti
- Allhelgonadagen – 1 november

#### Regionala helgdagar
- Saint Étienne – 26 december (Alsace och Moselle)
- Långfredagen – rörlig (Alsace och Moselle)

### Irland
- Nyårsdagen – 1 januari
- Saint Patrick's Day (nationaldag) – 17 mars
- Långfredagen – rörlig
- Annandag påsk – rörlig
- May bank holiday – första måndagen i maj
- June bank holiday – första måndagen i juni
- August bank holiday – första måndagen i augusti
- Allhelgonadagen – sista måndagen i oktober
- Juldagen – 25 december
- St. Stephen's day – 26 december

### Ryssland
Om helgdagen infaller på en lördag eller söndag blir efterföljande måndag automatiskt en ledig dag.
- Nyår – 1–10 januari
- Ortodoxa julen – 7 januari
- Fäderneslandsförsvararens dag – 23 februari
- Internationella kvinnodagen  – 8 mars
- Första maj – 1 maj
- Segerdagen – 9 maj
- Rysslands dag (nationaldag) – 12 juni
- Nationella enighetsdagen – 4 november

#### Regionala helgdagar
- Eid Al-Adha  – rörlig
- Eid Al-Fitr  – rörlig

### Storbritannien
I Storbritannien finns ett antal Bank Holidays som varierar något mellan de olika landsdelarna enligt tabellen nedan:
| Datum                     | Namn                             | England och Wales | Skottland | Nordirland |
| ------------------------- | -------------------------------- | ----------------- | --------- | ---------- |
| 1 januari                 | New Year's Day                   | X                 | X         | X          |
| 2 januari                 | 2 januari                        |                   | X         |            |
| 17 mars                   | St Patrick's Day                 |                   |           | X          |
| Fredagen före påskdagen   | Good Friday                      | X                 | X         | X          |
| Måndagen efter påskdagen  | Easter Monday                    | X                 |           | X          |
| Första måndagen i maj     | May Day, Early May Bank Holiday  | X                 | X         | X          |
| Sista måndagen i maj      | Spring Bank Holiday              | X                 | X         | X          |
| 12 juli                   | The Twelfth, Battle of the Boyne |                   |           | X          |
| Första måndagen i augusti | Summer Bank Holiday              |                   | X         |            |
| Sista måndagen i augusti  | Summer Bank Holiday              | X                 |           | X          |
| 30 november               | St Andrew's Day                  |                   | X         |            |
| 25 december               | Christmas Day                    | X                 | X         | X          |
| 26 december               | Boxing Day, St Stephen's Day     | X                 | X         | X          |

Infaller nyårsdagen, 2 januari, St Patrick's Day, 12 juli, St Andrew's Day, juldagen eller annandag jul på en lördag eller söndag blir nästföljande måndag helgdag. Vid jul och 1-2 januari betyder det att om juldagen respektive 1 januari infaller på en lördag blir både nästföljande måndag och tisdag helgdagar. 
Vid vissa tillfällen kan extra helgdagar införas. Så gjordes till exempel 2011 vid det kungliga bröllopet och 2012 vid drottningens diamantjubileum.

### Sverige
I Sverige innebär helgdag en arbetsfri dag. Helgdagarna regleras i Lag (1989:253) om allmänna helgdagar. Helgdagarna anges av lagen som
- söndagar i allmänhet, samt därutöver
- nyårsdagen (1 januari),
- trettondedag jul (6 januari),
- första maj (1 maj),
- långfredagen, påskdagen och annandag påsk (rörliga dagar),
- Kristi himmelsfärdsdag (sjätte torsdagen efter påskdagen),
- pingstdagen (sjunde söndagen efter påskdagen),
- nationaldagen (6 juni),
- midsommardagen (lördagen som infaller mellan 20 och 26 juni) och
- alla helgons dag (lördagen som infaller mellan 31 oktober och 6 november)
- juldagen (25 december) och annandag jul (26 december).

Sverige har från och med 2005 två sekulära, "borgerliga", helgdagar, första maj respektive Sveriges nationaldag. Övriga helgdagar, däribland alla söndagar, är kristna, "kyrkliga", helgdagar. En del av de kyrkliga helgdagarna firas under samma årstider (om än inte exakt tidpunkt) som högtider från förhistorisk tid, och en del av traditionerna i samband med till exempel jul och midsommar kan ha sitt ursprung i de tidigare högtiderna.
Tre helgdagsaftnar är sedan länge i ledighetshänseende jämställda med söndagar, nämligen midsommarafton, julafton och nyårsafton. Detta regleras i 3 a § av Semesterlagen.
Inom handeln är det enligt lag fritt att ha öppet söndagar och helgdagar. Köpcentrum brukar i allmänhet ha öppet sådana dagar, men normalt stängt på nyårsdagen, midsommardagen och juldagen.

### Ukraina
De nationella helgdagarna i Ukraina är följande: 
- Nyårsdagen – 1 januari
- Ortodoxa julen – 7 januari
- Internationella kvinnodagen  – 8 mars
- Påskdagen – rörlig
- Arbetets dag - arbetarrörelsens internationella helgdag – 1 och 2 maj
- Segerdag över nazismen under andra världskriget – 9 maj
- Ukrainas konstitutionsdag – 28 juni
- Ukrainas självständighetsdag – 24 augusti
- Dagen för Ukrainas försvarare – 14 oktober

### USA
I USA finns följande helgdagar, där allting är stängt och därmed en ledig dag, förutom inom butiksnäringen. Köpcentrum, restauranger, butiker och stormarknader kan ha halvdag, men stänger helt endast under påskdagen, thanksgiving och juldagen. 
Om en helgdag faller under en helg (lördag eller söndag) får man oftast fredagen eller måndagen ledigt.
- Nyårsdagen – 1 januari
- Martin Luther King-dagen – tredje måndagen i januari
- Inauguration Day (Presidentens installationsdag) – 20 januari vart fjärde år (Endast i Washington D.C.-området)
- President's Day(en) (officiellt Washington's Birthday) – tredje måndagen i februari
- Memorial Day – sista måndagen i maj
- USA:s självständighetsdag – 4 juli
- Labor Day – första måndagen i september
- Columbusdagen – andra måndagen i oktober
- Veterans Day(en) – 11 november
- Thanksgiving – fjärde torsdagen i november
- Juldagen – 25 december

Vissa av de rörliga helgdagarna har blivit ändrade till en måndag för att det ska bli en tredagars långhelg.
Många delstater har fler helgdagar, utöver federala helgdagar, såsom Good Friday (långfredag) som är helgdag i 11 delstater.
Följande helger är halvdagar i hela USA (även inom butiksnäringen):
- Julafton – 24 december
- Nyårsafton – 31 december

Dagen efter Thanksgiving (fjärde fredagen i november), som kallas för Black Friday, är ingen allmän helgdag, men skolor och de flesta jobb har dock stängt. Inom butiksnäringen är dock denna dag årets största shopping- och readag.